# فالوراك
فالوريك هي شركة تصنيع متعددة الجنسيات مقرها في بولون بيانكور ، باريس ، فرنسا . و هي شركة متخصصة في الأنابيب الفولاذية غير الملحومة المدلفنة على الساخن ، والتكنولوجيا الأنبوبية القابلة للتوسيع، وأجزاء السيارات، والفولاذ المقاوم للصدأ، والتي توفرها في مجالات الطاقة، والبناء، والسيارات، والصناعات الميكانيكية. يتم إدراج أسهمها في بورصة نيويورك يورونكست .

## روابط خارجية
- الموقع الرسمي